# Zachyłka oszczepowata
Zachyłka oszczepowata (Phegopteris connectilis (Michx.) Watt) – gatunek należący do rodziny zachylnikowatych. Występuje w strefie umiarkowanej i okołobiegunowej na półkuli północnej w Ameryce Północnej, Europie i Azji. W Polsce jest częsty w górach, na pogórzu i wyżynach, rozproszony na zachodzie i północy, bardzo rzadki w Wielkopolsce i na Mazowszu.

## Morfologia
Jest to roślina trwała o wysokości od 15 do 30 cm. Kłącze około 0,3 cm grubości. Liście w zarysie trójkątnie jajowate, podwójnie pierzaste, najniższa para odcinków 1 rzędu prawie zawsze skierowana w dół, nie większa od innych nad nią położonych, wierzchołkami zwróconymi ku przodowi. Brzeg blaszek oraz nerwy górnej i dolnej strony białawo owłosione. Główna oś liścia z wierzchu gęsto owłosiona, spodem pokryta brunatnymi włoskami. Zarodnie z kilku (1–3) włoskami. 

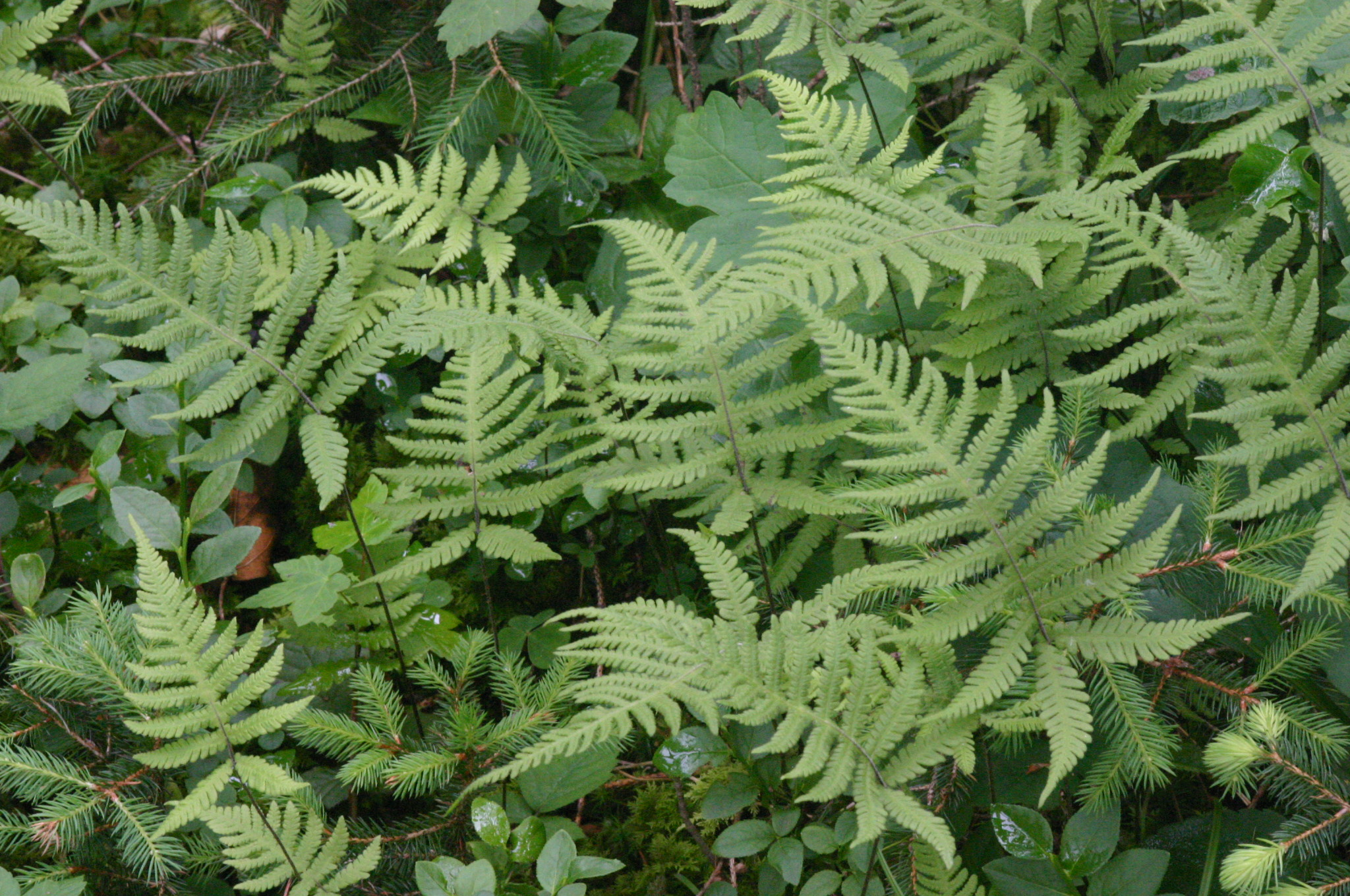
Płat roślin
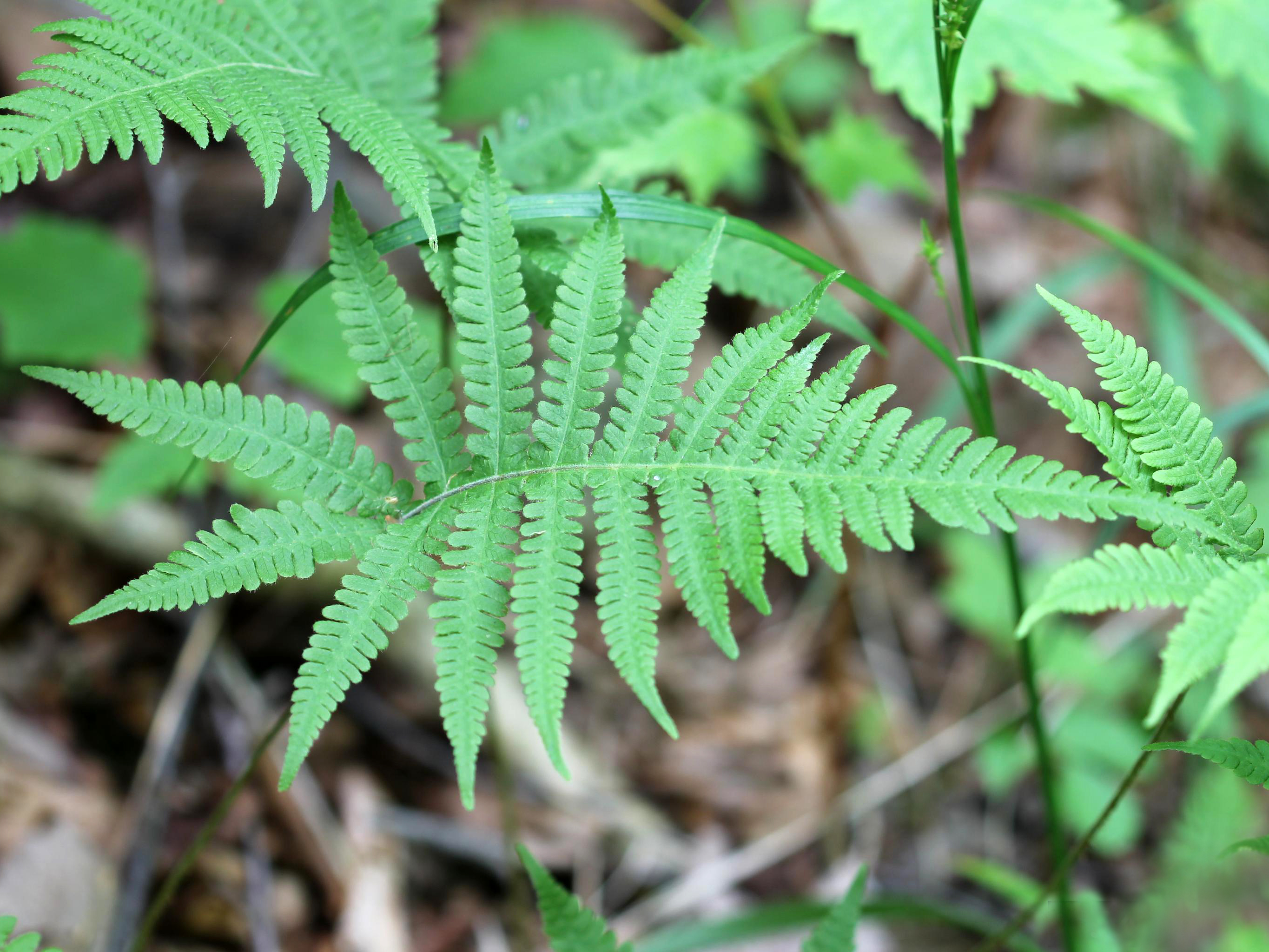
Liść
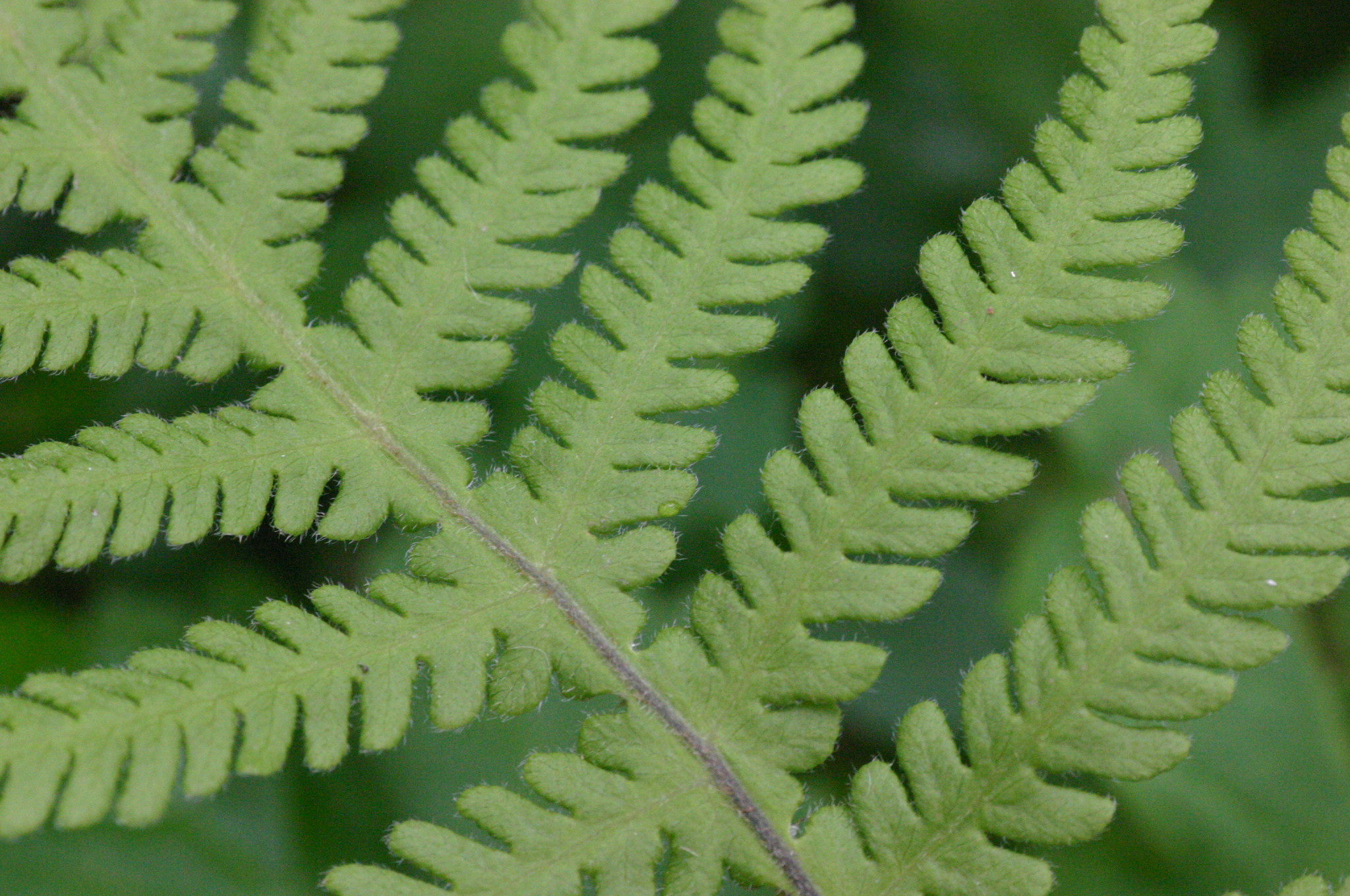
Blaszka od góry
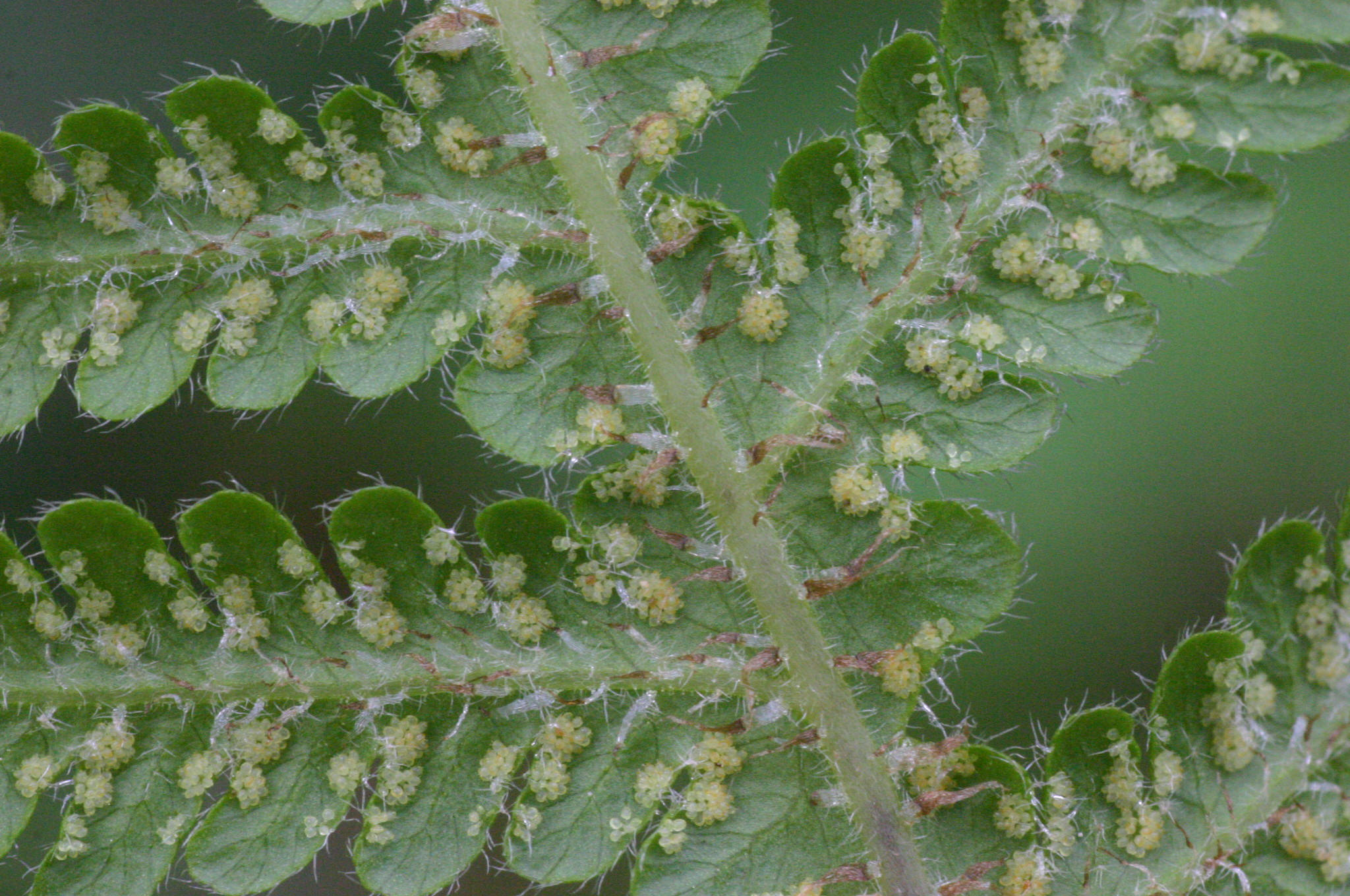
Blaszka od dołu z kupkami zarodni

## Biologia i ekologia
Występuje w cienistych, świeżych lub wilgotnych lasach, zwykle na zboczach.